# Đập Mica
Đập Mica, một đập thủy điện chắn qua sông Columbia 135 km về phía bắc Revelstoke, British Columbia, Canada, được xây dựng là một trong ba dự án của Canada theo các điều khoản của Hiệp ước Sông Columbia 1964 và được điều hành bởi BC Hydro. Hoàn thành vào năm 1973 theo các điều khoản của hiệp ước, nhà máy điện Mica có công suất phát ban đầu là 1.805 megawatt (MW). Đập Mica, được đặt tên theo khu định cư gần đó là Lạch Mica và dòng chảy xung quanh của nó, tên được đặt do sự phong phú của khoáng sản mica trong khu vực, là một trong những đập đất lớn nhất trên thế giới. Hồ chứa cho đập là hồ Kinbasket, được tạo ra khi đập được xây dựng. Nước từ đập chảy về phía nam trực tiếp vào hồ Revelstoke, hồ chứa nước cho đập Revelstoke. Đập Mica là đập cao nhất ở Canada và cao thứ hai ở Bắc Mỹ sau đập Chicoasén ở Mexico và nó là đập xa nhất ở thượng nguồn trên sông Columbia. Nhà máy điện ngầm của đập là công trình lớn thứ hai trên thế giới tại thời điểm xây dựng và là công trình lắp đặt thiết bị đóng cắt cách điện sulphur hexaflorua (SF6) 500 kV đầu tiên trên thế giới.

## Lịch sử
Đập Mica đã hoạt động vào ngày 29 tháng 3 năm 1973. Con đập được xây dựng ở độ cao 244 mét (801 ft) so với nền đá, gần vị trí đầu tiên của làng Mica Creek. Vào thời điểm đó, con đập là một trong ba đập lưu trữ được xây dựng bởi công ty điện lực BC Hydro, theo quy định của Hiệp ước sông Columbia. Con đập hoạt động với một hồ chứa rộng 427 kilômét vuông (165 dặm vuông Anh) chứa 15 kilômét khối (12.000.000 acre⋅ft) và 24,8 kilômét khối (20.100.000 acre⋅ft) tổng thể tích lưu trữ trong hồ McNaughton, sau đổi tên thành Hồ Kinbasket vào năm 1980.

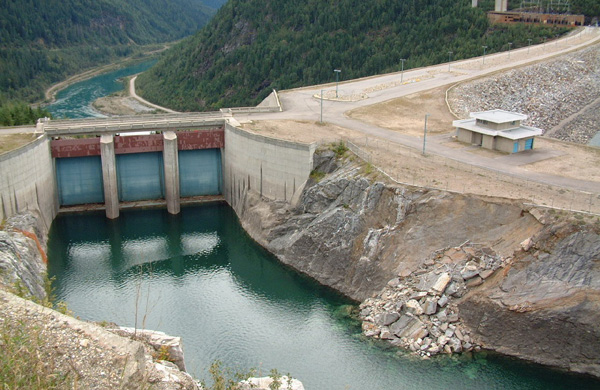
Phía trong đập Mica

Nhà máy điện ngầm, bắt đầu vào năm 1973, được xây dựng cao 54 mét (177 ft), rộng 24 mét (79 ft) và dài 237 mét (778 ft). Năm 1976, hai máy phát điện đầu tiên đã được đưa vào vận hành và vào năm 1977, hai máy nữa đã được hoàn thành, nâng tổng công suất của nhà máy lên 1.805 MW. Hai máy phát điện 500 MW khác đã được thêm vào và đi vào hoạt động vào năm 2014 và 2015, cho tổng công suất phát là 2.805 MW.
Nhà máy điện Mica cung cấp năng lượng cho Trạm biến áp Nicola thông qua đường truyền 500 kilovolt, dài 570 kilômét (350 mi). Một đường dây truyền tải điện thứ hai được xây dựng cho Trạm Meridian gần Cảng Moody, British Columbia, Canada.
Một số cộng đồng dân cư nhỏ đã bị ngập lụt do việc tạo ra hồ Kinbasket, bao gồm một khu vực được gọi là Quốc gia Big Bend, một tiểu vùng của Quốc gia Columbia.
Đập Mica được xây dựng để cung cấp 7.000.000 acre⋅ft (8,6 km3) trữ nước được nêu trong Hiệp ước Sông Columbia, cộng thêm 5.000.000 acre⋅ft (6,2 km3), được gọi là "kho lưu trữ không theo Hiệp ước". Kể từ năm 1977, BC Hydro và Cơ quan Quản lý Điện năng Boneville (BPA) đã thực hiện một loạt các thỏa thuận dài hạn và ngắn hạn để sử dụng lưu trữ nước vượt quy định Hiệp ước. Các cuộc đàm phán cho một thỏa thuận dài hạn mới đã bắt đầu vào năm 2011. Nếu được thực hiện, nó sẽ quản lý việc lưu trữ thỏa thuận mới cho đến năm 2024.

## Khí hậu
Trạm khí hậu nằm ở phía nam đập Mica ở độ cao 579,10 mét (1.899,9 ft).
| Dữ liệu khí hậu của Mica Dam            | Dữ liệu khí hậu của Mica Dam | Dữ liệu khí hậu của Mica Dam | Dữ liệu khí hậu của Mica Dam | Dữ liệu khí hậu của Mica Dam | Dữ liệu khí hậu của Mica Dam | Dữ liệu khí hậu của Mica Dam | Dữ liệu khí hậu của Mica Dam | Dữ liệu khí hậu của Mica Dam | Dữ liệu khí hậu của Mica Dam | Dữ liệu khí hậu của Mica Dam | Dữ liệu khí hậu của Mica Dam | Dữ liệu khí hậu của Mica Dam | Dữ liệu khí hậu của Mica Dam |
| Tháng                                   | 1                            | 2                            | 3                            | 4                            | 5                            | 6                            | 7                            | 8                            | 9                            | 10                           | 11                           | 12                           | Năm                          |
| --------------------------------------- | ---------------------------- | ---------------------------- | ---------------------------- | ---------------------------- | ---------------------------- | ---------------------------- | ---------------------------- | ---------------------------- | ---------------------------- | ---------------------------- | ---------------------------- | ---------------------------- | ---------------------------- |
| Cao kỉ lục °C (°F)                      | 7.5 (45.5)                   | 11.0 (51.8)                  | 12.8 (55.0)                  | 23.5 (74.3)                  | 32.5 (90.5)                  | 35.6 (96.1)                  | 36.1 (97.0)                  | 37.8 (100.0)                 | 29.5 (85.1)                  | 20.5 (68.9)                  | 14.4 (57.9)                  | 7.7 (45.9)                   | 37.8 (100.0)                 |
| Trung bình ngày tối đa °C (°F)          | −2.6 (27.3)                  | −0.4 (31.3)                  | 4.3 (39.7)                   | 10.2 (50.4)                  | 18.0 (64.4)                  | 21.8 (71.2)                  | 23.9 (75.0)                  | 23.5 (74.3)                  | 17.1 (62.8)                  | 8.7 (47.7)                   | 1.3 (34.3)                   | −2.6 (27.3)                  | 10.3 (50.5)                  |
| Trung bình ngày °C (°F)                 | −4.9 (23.2)                  | −3.4 (25.9)                  | 0.5 (32.9)                   | 5.0 (41.0)                   | 10.9 (51.6)                  | 14.8 (58.6)                  | 16.7 (62.1)                  | 16.2 (61.2)                  | 11.4 (52.5)                  | 5.3 (41.5)                   | −0.5 (31.1)                  | −4.5 (23.9)                  | 5.6 (42.1)                   |
| Tối thiểu trung bình ngày °C (°F)       | −7.0 (19.4)                  | −6.3 (20.7)                  | −3.4 (25.9)                  | −0.3 (31.5)                  | 3.7 (38.7)                   | 7.7 (45.9)                   | 9.4 (48.9)                   | 8.8 (47.8)                   | 5.6 (42.1)                   | 1.7 (35.1)                   | −2.3 (27.9)                  | −6.3 (20.7)                  | 0.9 (33.6)                   |
| Thấp kỉ lục °C (°F)                     | −33.9 (−29.0)                | −28.0 (−18.4)                | −23.3 (−9.9)                 | −11.5 (11.3)                 | −3.9 (25.0)                  | 0.0 (32.0)                   | 1.0 (33.8)                   | −0.5 (31.1)                  | −4.4 (24.1)                  | −13.5 (7.7)                  | −26.0 (−14.8)                | −37.2 (−35.0)                | −37.2 (−35.0)                |
| Lượng Giáng thủy trung bình mm (inches) | 184.4 (7.26)                 | 110.1 (4.33)                 | 107.0 (4.21)                 | 77.8 (3.06)                  | 64.0 (2.52)                  | 70.2 (2.76)                  | 90.1 (3.55)                  | 78.0 (3.07)                  | 67.4 (2.65)                  | 144.1 (5.67)                 | 200.7 (7.90)                 | 180.1 (7.09)                 | 1.373,9 (54.09)              |
| Lượng mưa trung bình mm (inches)        | 30.5 (1.20)                  | 26.6 (1.05)                  | 59.0 (2.32)                  | 73.1 (2.88)                  | 64.0 (2.52)                  | 70.2 (2.76)                  | 90.1 (3.55)                  | 78.0 (3.07)                  | 67.4 (2.65)                  | 137.0 (5.39)                 | 98.9 (3.89)                  | 25.8 (1.02)                  | 820.5 (32.30)                |
| Lượng tuyết rơi trung bình cm (inches)  | 154.0 (60.6)                 | 83.5 (32.9)                  | 48.0 (18.9)                  | 4.6 (1.8)                    | 0.1 (0.0)                    | 0.0 (0.0)                    | 0.0 (0.0)                    | 0.0 (0.0)                    | 0.0 (0.0)                    | 7.1 (2.8)                    | 101.8 (40.1)                 | 154.3 (60.7)                 | 553.4 (217.9)                |
| Nguồn: Environment Canada               |                              |                              |                              |                              |                              |                              |                              |                              |                              |                              |                              |                              |                              |

## Lưu trữ được bơm
Hồ Kinbasket phía trên đập Mica thường có dung lượng để chứa nước không sử dụng và hồ Revelstoke bên dưới đập có dung lượng lưu trữ tối thiểu. Một nhà máy thủy điện tích năng được đề xuất ở phía bên của đập Mica sẽ bơm nước vào hồ Kinbasket, sau này sẽ được sử dụng để tạo ra điện tại các đập Mica và Revelstoke. Dự án này đã được thảo luận vào năm 2017 khi lưu trữ năng lượng không liên tục từ các tuabin gió trong trường hợp Đập Site C bị hủy bỏ.